# Triaenodes spoliatus
Triaenodes spoliatus är en nattsländeart som beskrevs av Wolfram Mey 1998. Triaenodes spoliatus ingår i släktet Triaenodes och familjen långhornssländor. Inga underarter finns listade i Catalogue of Life.